# Kōstas Fortounīs
Kōstantinos Fortounīs, detto Kōstas (in greco Κωνσταντίνος "Κώστας" Φορτούνης?; Trikala, 16 ottobre 1992), è un calciatore greco, centrocampista dell'Al-Khaleej.

## Carriera

### Club
Compiuta tutta la trafila delle giovanili nell'Olympiakos Pireo, nel 2008 torna nella provincia natale di Trikala, per giocare con l'AO Trikala. In questi anni viene convocato nella Nazionale Under-17.
In seguito passa all'Asteras Tripolis allenata da Vangelis Vlachos. Esordisce nel pareggio casalingo contro il PAOK. Realizza la sua prima rete in Souper Ligka Ellada nella partita contro l'AEK Atene.
Il 23 giugno 2011 passa ai tedeschi del Kaiserslautern, con i quali gioca da titolare una stagione in Bundesliga e due in seconda serie, per un totale di 70 presenze condite da due reti.
Dopo tre stagioni passate in Renania, il 21 luglio 2014 ritorna all'Olympiakos, club nel quale è cresciuto.
Nel 2015-2016 diviene capocannoniere del massimo campionato greco, titolo difficilmente attribuibile a chi non è un attaccante e grazie a questo risultato, al termine del 2016, viene eletto come miglior giocato greco dell'anno, premio conferito dalla PSAP, l'Unione dei Calciatori Professionistici Greci.
La stagione 2018-2019 è la sua seconda migliore in carriera dopo quella 2015-2016, divenuto capitano della squadra e sotto la guida del nuovo allenatore portoghese Pedro Martins, chiude la stagione con 12 gol e 9 assist in 28 partite nel campionato greco e 3 gol e altrettanti assist in 8 partite in Europa League.
L'11 luglio 2019, dopo appena 2 settimana dall'annuncio del prolungamento del contratto con la squadra greca fino al 2023, durante un'amichevole contro l'Amburgo in Austria, si rompe il legamento crociato del ginocchio destro, tale infortunio lo costringe a saltare metà stagione, tornando in campo solo nel gennaio 2020.
Il 26 giugno 2021, sempre durante un'amichevole in Austria, stavolta contro il Wolfsberger, si rompe il legamento crociato del ginocchio sinistro, rimanendo fermo fino al 16 febbraio 2022, quando torna in campo con l'Olympiacos B, nella partita casalinga contro il Trikala (squadra della sua città natale) e tornando subito al gol al 23' minuto. Nonostante dimostri la sua grande volontà di giocare, l'allenatore Pedro Martins non lo considera più e termina la stagione giocando solo 3 partite per un totale di 89' minuti.

### Nazionale
L'8 giugno 2012 esordisce agli Europei nella sfida inaugurale contro la Polonia (1-1) subentrando al 68' per Theofanis Gekas.
Salta però i Mondiali brasiliani del 2014, non essendo convocato dal CT Fernando Santos.

## Statistiche

### Presenze e reti nei club
Statistiche aggiornate al 29 giugno 2025.
| Stagione              | Squadra               | Campionato            | Campionato | Campionato | Coppe nazionali | Coppe nazionali | Coppe nazionali | Coppe continentali | Coppe continentali | Coppe continentali | Altre coppe | Altre coppe | Altre coppe | Totale | Totale |
| Stagione              | Squadra               | Comp                  | Pres       | Reti       | Comp            | Pres            | Reti            | Comp               | Pres               | Reti               | Comp        | Pres        | Reti        | Pres   | Reti   |
| --------------------- | --------------------- | --------------------- | ---------- | ---------- | --------------- | --------------- | --------------- | ------------------ | ------------------ | ------------------ | ----------- | ----------- | ----------- | ------ | ------ |
| 2010-2011             | Asteras Tripolīs      | SL                    | 24         | 1          | CG              | 2               | 0               | -                  | -                  | -                  | -           | -           | -           | 26     | 1      |
| 2011-2012             | Kaiserslautern        | BL                    | 28         | 0          | CG              | 2               | 0               | -                  | -                  | -                  | -           | -           | -           | 30     | 0      |
| 2012-2013             | Kaiserslautern        | ZL                    | 24         | 2          | CG              | 2               | 1               | -                  | -                  | -                  | -           | -           | -           | 26     | 3      |
| 2013-2014             | Kaiserslautern        | ZL                    | 18         | 0          | CG              | 3               | 0               | -                  | -                  | -                  | -           | -           | -           | 21     | 0      |
| Totale Kaiserslautern | Totale Kaiserslautern | Totale Kaiserslautern | 70         | 2          |                 | 7               | 1               |                    | -                  | -                  |             | -           | -           | 77     | 3      |
| 2014-2015             | Olympiacos            | SL                    | 25         | 7          | CG              | 10              | 3               | UCL+UEL            | 0+2                | 0                  | -           | -           | -           | 37     | 10     |
| 2015-2016             | Olympiacos            | SL                    | 27         | 18         | CG              | 4               | 2               | UCL+UEL            | 6+2                | 0+1                | -           | -           | -           | 39     | 21     |
| 2016-2017             | Olympiacos            | SL                    | 25         | 6          | CG              | 4               | 1               | UCL+UEL            | 2+9                | 0+1                | -           | -           | -           | 40     | 8      |
| 2017-2018             | Olympiacos            | SL                    | 25         | 10         | CG              | 3               | 0               | UCL                | 9                  | 1                  | -           | -           | -           | 37     | 11     |
| 2018-2019             | Olympiacos            | SL                    | 28         | 12         | CG              | 3               | 0               | UEL                | 12                 | 5                  | -           | -           | -           | 43     | 17     |
| 2019-2020             | Olympiacos            | SL                    | 4+9        | 1+2        | CG              | 5               | 0               | UCL+UEL            | 0+3                | 0                  | -           | -           | -           | 21     | 3      |
| 2020-2021             | Olympiacos            | SL                    | 24+7       | 7+2        | CG              | 4               | 0               | UCL+UEL            | 7+4                | 0                  | -           | -           | -           | 46     | 9      |
| 2021-2022             | Olympiacos            | SL                    | 0+3        | 0          | CG              | 0               | 0               | UCL+UEL            | 0                  | 0                  | -           | -           | -           | 3      | 0      |
| 2022-2023             | Olympiacos            | SL                    | 15+10      | 3+1        | CG              | 3               | 0               | UCL+UEL            | 0                  | 0                  | -           | -           | -           | 28     | 4      |
| 2023-2024             | Olympiacos            | SL                    | 21+7       | 6          | CG              | 2               | 0               | UEL+UECL           | 10+9               | 3+2                | -           | -           | -           | 49     | 11     |
| Totale Olympiakos     | Totale Olympiakos     | Totale Olympiakos     | 194+36     | 70+5       |                 | 38              | 6               |                    | 75                 | 13                 |             | -           | -           | 344    | 94     |
| 2024-2025             | Al-Khaleej            | SPL                   | 30         | 9          | KCC             | 1               | 1               | -                  | -                  | -                  | -           | -           | -           | 31     | 10     |
| Totale carriera       | Totale carriera       | Totale carriera       | 354        | 87         |                 | 48              | 8               |                    | 75                 | 13                 |             | -           | -           | 478    | 108    |

### Cronologia presenze e reti in nazionale
| Cronologia completa delle presenze e delle reti in nazionale ― Grecia | Cronologia completa delle presenze e delle reti in nazionale ― Grecia | Cronologia completa delle presenze e delle reti in nazionale ― Grecia | Cronologia completa delle presenze e delle reti in nazionale ― Grecia | Cronologia completa delle presenze e delle reti in nazionale ― Grecia | Cronologia completa delle presenze e delle reti in nazionale ― Grecia | Cronologia completa delle presenze e delle reti in nazionale ― Grecia | Cronologia completa delle presenze e delle reti in nazionale ― Grecia |
| Data                                                                  | Città                                                                 | In casa                                                               | Risultato                                                             | Ospiti                                                                | Competizione                                                          | Reti                                                                  | Note                                                                  |
| --------------------------------------------------------------------- | --------------------------------------------------------------------- | --------------------------------------------------------------------- | --------------------------------------------------------------------- | --------------------------------------------------------------------- | --------------------------------------------------------------------- | --------------------------------------------------------------------- | --------------------------------------------------------------------- |
| 29-2-2012                                                             | Candia                                                                | Grecia                                                                | 1 – 1                                                                 | Belgio                                                                | Amichevole                                                            | -                                                                     | 46’                                                                   |
| 26-5-2012                                                             | Kufstein                                                              | Grecia                                                                | 1 – 1                                                                 | Slovenia                                                              | Amichevole                                                            | -                                                                     | 46’                                                                   |
| 31-5-2012                                                             | Kufstein                                                              | Armenia                                                               | 0 – 1                                                                 | Grecia                                                                | Amichevole                                                            | -                                                                     | 46’                                                                   |
| 8-6-2012                                                              | Varsavia                                                              | Polonia                                                               | 1 – 1                                                                 | Grecia                                                                | Euro 2012 - 1º turno                                                  | -                                                                     | 68’                                                                   |
| 12-6-2012                                                             | Breslavia                                                             | Grecia                                                                | 1 – 2                                                                 | Rep. Ceca                                                             | Euro 2012 - 1º turno                                                  | -                                                                     | 71’                                                                   |
| 15-8-2012                                                             | Oslo                                                                  | Norvegia                                                              | 2 – 3                                                                 | Grecia                                                                | Amichevole                                                            | -                                                                     |                                                                       |
| 7-9-2012                                                              | Riga                                                                  | Lettonia                                                              | 1 – 2                                                                 | Grecia                                                                | Qual. Mondiali 2014                                                   | -                                                                     | 80’                                                                   |
| 11-9-2012                                                             | Atene                                                                 | Grecia                                                                | 2 – 0                                                                 | Lituania                                                              | Qual. Mondiali 2014                                                   | -                                                                     | 67’                                                                   |
| 12-10-2012                                                            | Atene                                                                 | Grecia                                                                | 0 – 0                                                                 | Bosnia ed Erzegovina                                                  | Qual. Mondiali 2014                                                   | -                                                                     | 81’                                                                   |
| 14-11-2012                                                            | Dublino                                                               | Irlanda                                                               | 0 – 1                                                                 | Grecia                                                                | Amichevole                                                            | -                                                                     | 46’ 85’                                                               |
| 6-2-2013                                                              | Atene                                                                 | Grecia                                                                | 0 – 0                                                                 | Svizzera                                                              | Amichevole                                                            | -                                                                     | 58’                                                                   |
| 14-8-2013                                                             | Salisburgo                                                            | Austria                                                               | 0 – 2                                                                 | Grecia                                                                | Amichevole                                                            | -                                                                     | 84’                                                                   |
| 29-3-2015                                                             | Budapest                                                              | Ungheria                                                              | 0 – 0                                                                 | Grecia                                                                | Qual. Euro 2016                                                       | -                                                                     | 77’                                                                   |
| 4-9-2015                                                              | Il Pireo                                                              | Grecia                                                                | 0 – 1                                                                 | Finlandia                                                             | Qual. Euro 2016                                                       | -                                                                     |                                                                       |
| 7-9-2015                                                              | Bucarest                                                              | Romania                                                               | 0 – 0                                                                 | Grecia                                                                | Qual. Euro 2016                                                       | -                                                                     | 54’                                                                   |
| 11-10-2015                                                            | Atene                                                                 | Grecia                                                                | 4 – 3                                                                 | Ungheria                                                              | Qual. Euro 2016                                                       | -                                                                     |                                                                       |
| 17-11-2015                                                            | Istanbul                                                              | Turchia                                                               | 0 – 0                                                                 | Grecia                                                                | Amichevole                                                            | -                                                                     | 90+2’                                                                 |
| 24-3-2016                                                             | Atene                                                                 | Grecia                                                                | 2 – 1                                                                 | Montenegro                                                            | Amichevole                                                            | -                                                                     |                                                                       |
| 29-3-2016                                                             | Atene                                                                 | Grecia                                                                | 2 – 3                                                                 | Islanda                                                               | Amichevole                                                            | 2                                                                     | 77’                                                                   |
| 1-9-2016                                                              | Eindhoven                                                             | Paesi Bassi                                                           | 1 – 2                                                                 | Grecia                                                                | Amichevole                                                            | -                                                                     | 56’                                                                   |
| 6-9-2016                                                              | Faro                                                                  | Gibilterra                                                            | 1 – 4                                                                 | Grecia                                                                | Qual. Mondiali 2018                                                   | 1                                                                     |                                                                       |
| 7-10-2016                                                             | Atene                                                                 | Grecia                                                                | 2 – 0                                                                 | Cipro                                                                 | Qual. Mondiali 2018                                                   | -                                                                     |                                                                       |
| 9-11-2016                                                             | Atene                                                                 | Grecia                                                                | 0 – 1                                                                 | Bielorussia                                                           | Amichevole                                                            | -                                                                     | 68’                                                                   |
| 13-11-2016                                                            | Atene                                                                 | Grecia                                                                | 1 – 1                                                                 | Bosnia ed Erzegovina                                                  | Qual. Mondiali 2018                                                   | -                                                                     |                                                                       |
| 25-3-2017                                                             | Bruxelles                                                             | Belgio                                                                | 1 – 1                                                                 | Grecia                                                                | Qual. Mondiali 2018                                                   | -                                                                     | 67’                                                                   |
| 9-6-2017                                                              | Zenica                                                                | Bosnia ed Erzegovina                                                  | 0 – 0                                                                 | Grecia                                                                | Qual. Mondiali 2018                                                   | -                                                                     | 90+4’                                                                 |
| 31-8-2017                                                             | Il Pireo                                                              | Grecia                                                                | 0 – 0                                                                 | Estonia                                                               | Qual. Mondiali 2018                                                   | -                                                                     |                                                                       |
| 3-9-2017                                                              | Il Pireo                                                              | Grecia                                                                | 1 – 2                                                                 | Belgio                                                                | Qual. Mondiali 2018                                                   | -                                                                     | 89’                                                                   |
| 7-10-2017                                                             | Nicosia                                                               | Cipro                                                                 | 1 – 2                                                                 | Grecia                                                                | Qual. Mondiali 2018                                                   | -                                                                     | 75’                                                                   |
| 10-10-2017                                                            | Atene                                                                 | Grecia                                                                | 4 – 0                                                                 | Gibilterra                                                            | Qual. Mondiali 2018                                                   | -                                                                     |                                                                       |
| 9-11-2017                                                             | Zagabria                                                              | Croazia                                                               | 4 – 1                                                                 | Grecia                                                                | Qual. Mondiali 2018                                                   | -                                                                     |                                                                       |
| 12-11-2017                                                            | Atene                                                                 | Grecia                                                                | 0 – 0                                                                 | Croazia                                                               | Qual. Mondiali 2018                                                   | -                                                                     | 59’                                                                   |
| 23-3-2018                                                             | Atene                                                                 | Grecia                                                                | 0 – 1                                                                 | Svizzera                                                              | Amichevole                                                            | -                                                                     | 76’                                                                   |
| 8-9-2018                                                              | Tallinn                                                               | Estonia                                                               | 0 – 1                                                                 | Grecia                                                                | UEFA Nations League 2018-2019 - 1º turno                              | 1                                                                     |                                                                       |
| 11-9-2018                                                             | Budapest                                                              | Ungheria                                                              | 2 – 1                                                                 | Grecia                                                                | UEFA Nations League 2018-2019 - 1º turno                              | -                                                                     |                                                                       |
| 12-10-2018                                                            | Atene                                                                 | Grecia                                                                | 1 – 0                                                                 | Ungheria                                                              | UEFA Nations League 2018-2019 - 1º turno                              | -                                                                     |                                                                       |
| 15-10-2018                                                            | Helsinki                                                              | Finlandia                                                             | 2 – 0                                                                 | Grecia                                                                | UEFA Nations League 2018-2019 - 1º turno                              | -                                                                     |                                                                       |
| 15-11-2018                                                            | Atene                                                                 | Grecia                                                                | 1 – 0                                                                 | Finlandia                                                             | UEFA Nations League 2018-2019 - 1º turno                              | -                                                                     |                                                                       |
| 18-11-2018                                                            | Atene                                                                 | Grecia                                                                | 0 – 1                                                                 | Estonia                                                               | UEFA Nations League 2018-2019 - 1º turno                              | -                                                                     | 57’                                                                   |
| 23-3-2019                                                             | Vaduz                                                                 | Liechtenstein                                                         | 0 – 2                                                                 | Grecia                                                                | Qual. Euro 2020                                                       | 1                                                                     | 83’                                                                   |
| 26-3-2019                                                             | Zenica                                                                | Bosnia ed Erzegovina                                                  | 2 – 2                                                                 | Grecia                                                                | Qual. Euro 2020                                                       | 1                                                                     |                                                                       |
| 30-5-2019                                                             | Antalya                                                               | Turchia                                                               | 2 – 1                                                                 | Grecia                                                                | Amichevole                                                            | -                                                                     | Cap.                                                                  |
| 8-6-2019                                                              | Atene                                                                 | Grecia                                                                | 0 – 3                                                                 | Italia                                                                | Qual. Euro 2020                                                       | -                                                                     |                                                                       |
| 11-6-2019                                                             | Atene                                                                 | Grecia                                                                | 2 – 3                                                                 | Armenia                                                               | Qual. Euro 2020                                                       | 1                                                                     |                                                                       |
| 6-9-2020                                                              | Pristina                                                              | Kosovo                                                                | 1 – 2                                                                 | Grecia                                                                | UEFA Nations League 2020-2021 - 1º turno                              | -                                                                     | 60’                                                                   |
| 7-10-2020                                                             | Klagenfurt am Wörthersee                                              | Austria                                                               | 2 – 1                                                                 | Grecia                                                                | Amichevole                                                            | 1                                                                     |                                                                       |
| 11-10-2020                                                            | Atene                                                                 | Grecia                                                                | 2 – 0                                                                 | Moldavia                                                              | UEFA Nations League 2020-2021 - 1º turno                              | -                                                                     | 70’ 90+4’                                                             |
| 14-10-2020                                                            | Atene                                                                 | Grecia                                                                | 0 – 0                                                                 | Kosovo                                                                | UEFA Nations League 2020-2021 - 1º turno                              | -                                                                     | 73’                                                                   |
| 11-11-2020                                                            | Atene                                                                 | Grecia                                                                | 2 – 1                                                                 | Cipro                                                                 | Amichevole                                                            | -                                                                     | 46’                                                                   |
| 15-11-2020                                                            | Chișinău                                                              | Moldavia                                                              | 0 – 2                                                                 | Grecia                                                                | UEFA Nations League 2020-2021 - 1º turno                              | 1                                                                     | 65’                                                                   |
| 18-11-2020                                                            | Atene                                                                 | Grecia                                                                | 0 – 0                                                                 | Slovenia                                                              | UEFA Nations League 2020-2021 - 1º turno                              | -                                                                     |                                                                       |
| 25-3-2021                                                             | Granada                                                               | Spagna                                                                | 1 – 1                                                                 | Grecia                                                                | Qual. Mondiali 2022                                                   | -                                                                     | 65’                                                                   |
| 28-3-2021                                                             | Salonicco                                                             | Grecia                                                                | 2 – 1                                                                 | Honduras                                                              | Amichevole                                                            | -                                                                     | 46’                                                                   |
| 31-3-2021                                                             | Salonicco                                                             | Grecia                                                                | 1 – 1                                                                 | Georgia                                                               | Qual. Mondiali 2022                                                   | -                                                                     | 59’                                                                   |
| 24-3-2023                                                             | Faro                                                                  | Gibilterra                                                            | 0 – 3                                                                 | Grecia                                                                | Qual. Euro 2024                                                       | -                                                                     | 71’                                                                   |
| 27-3-2023                                                             | Atene                                                                 | Grecia                                                                | 0 – 0                                                                 | Lituania                                                              | Amichevole                                                            | -                                                                     | 80’                                                                   |
| Totale                                                                |                                                                       | Presenze                                                              | 56                                                                    |                                                                       | Reti                                                                  | 9                                                                     |                                                                       |

## Palmarès

### Club

#### Competizioni nazionali
- Campionato greco: 6

Olympiakos: 2014-2015, 2015-2016, 2016-2017, 2019-2020, 2020-2021, 2021-2022
- Coppa di Grecia: 2

Olympiakos: 2014-2015, 2019-2020

#### Competizioni internazionali
- UEFA Conference League: 1

Olympiakos: 2023-2024

### Individuale
- Capocannoniere della Souper Ligka Ellada: 1

2015-16 (18 gol)
- Miglior giocatore greco dell'anno: 2

2016, 2019
- Squadra della stagione della UEFA Europa Conference League: 1

2023-2024
• Tunnel a Messi 2014 Olympiakos-Barcellona